# Estação Place-Saint-Henri
A Estação Place-Saint-Henri é uma das estações do Metrô de Montreal, situada em Montreal, entre a Estação Vendôme e a Estação Lionel-Groulx. Faz parte da Linha Laranja.
Foi inaugurada em 28 de abril de 1980. Localiza-se na Rua St-Ferdinand. Atende o distrito de Le Sud-Ouest.